# ماغي بلاك
ماغي بلاك (بالإنجليزية: Maggie Black)‏ هي معلمة موسيقى أمريكية، ولدت في 31 مارس 1930 في سنترال فولز في الولايات المتحدة، وتوفيت في 11 مايو 2015 في إيست هامبتون في الولايات المتحدة بسبب قصور القلب.